# Marloes van der Wel
 (janvier 2019).
Si vous disposez d'ouvrages ou d'articles de référence ou si vous connaissez des sites web de qualité traitant du thème abordé ici, merci de compléter l'article en donnant les références utiles à sa vérifiabilité et en les liant à la section « Notes et références ».
 (janvier 2019).
Marloes van der Wel, née le 26 juin 1992 à Hilversum, est une actrice néerlandaise.

## Filmographie

### Cinéma et téléfilms
- 2005 : Knetter (nl) : Figurante
- 2008 : Radeloos (nl) : Yara Scholte
- 2009 : Party Bizznizz : Inge
- 2011 : Lotus : Lisa
- 2012 : SpangaS : Ivana
- 2013 : De blauwe bank : Floriene Roekamp